# Вер, Роберт де, 19-й граф Оксфорд
Роберт де Вер (англ. Robert de Vere; после 23 августа 1575 — 7 августа 1632 под Маастрихтом, Испанские Нидерланды) — английский аристократ, 19-й граф Оксфорд с 1625 года, лорд великий камергер Англии. Участвовал в Восьмидесятилетней войне на стороне голландцев и погиб в одном из сражений.

## Биография
Роберт де Вер был сыном Хью де Вера и Элеаноры Уолш, правнуком Джона де Вера, 15-го графа Оксфорда. Он родился в 1575 году, а в 1625, когда умер его бездетный двоюродный племянник Генри де Вер, унаследовал семейные владения и занял место в Палате лордов как 19-й граф Оксфорд. С 1626 года Роберт служил в голландской армии в чине полковника и участвовал в Восьмидесятилетней войне. В 1629 году он был посвящён в рыцари. В 1632 году погиб во время осады Маастрихта.
До 1626 года граф женился на голландской аристократке Беатрисе ван Хемменд. В этом браке родились двое сыновей: Горацио (умер ребёнком до 23 августа 1629 года) и Обри, 20-й граф Оксфорд (1627—1703). Последний не оставил законного потомства и стал последним представителем рода де Веров.